# Jalen
Jalen is een bestuurslaag in het regentschap Ponorogo van de provincie Oost-Java, Indonesië. Jalen telt 1537 inwoners (volkstelling 2010).